# Rehberg (Wutha-Farnroda)
Der Rehberg ist ein teilweise bewaldeter Berg im Osten des Wartburgkreises  in Thüringen, seine Höhe beträgt 368,4 m ü. HN.  Der Berg besteht aus Buntsandstein.
Über den Berg verläuft die noch gut erkennbare Flurgrenze der Ortsteile Farnroda und Wutha (Grenzgraben, alte Grenzsteine). Am Südhang des Berges liegt, bei einer jetzt verschütteten Quelle, die mittelalterliche Wüstung Berzigeroda, bis 1995 durch eine markante Eiche in der Feldflur markiert. Der Berg war größtenteils im Besitz des Farnrodaer Gutes, der östliche Teil lag im Grundeigentum des zu Wutha gehörigen Rehhofes.
Der bereits im Mittelalter vollständig gerodete Rehberg zeigt besonders an der Südseite noch viele Ackerterrassen. Eine namenlose Quelle entspringt auf der Nordseite des Berges, an der Nordostseite findet sich eine jetzt bewaldete Schlucht, sie führt in Richtung Rehhof zu Tal. An der Südflanke des Berges verläuft eine Altstraße mit Anbindung an den Rennsteig vorbei.
Ab 1985 wurde der Nordhang zum Bauplatz der Plattenbausiedlung Wutha-Mölmen bestimmt. Bereits seit den 1920er Jahren entstand am Südwesthang die zu Farnroda gehörende „Rehbergsiedlung“, sie wird gegenwärtig durch ein Wohnungsbauprogramm der Thüringer Landesentwicklungsgesellschaft bedeutend erweitert (überwiegend Einzelhäuser).
Die Skihütte am Rehberg erinnert an eine dort befindliche Skisprungschanze.